# Saxicola
A Saxicola a madarak osztályának verébalakúak (Passeriformes) rendjébe és a légykapófélék (Muscicapidae) családjába tartozó nem.

## Rendszerezésük
A nemet korábban (mint a teljes Saxicolinae alcsaládot, a közeli rokon rigófélék (Turdidae) családjába sorolták, onnan helyezték át őket a légykapófélék családjába. Az alcsaládon belül az Oenanthe és a Campicoloides nemek számítanak a legközelebbi rokonaiknak.
Genetikai vizsgálatok alapján a nembe sorolt fajok száma jelentősen megnőtt az utóbbi években. Elsősorban a korábban nagyszámú alfajával gyűjtőfajnak tekinthető cigánycsuk vagy cigány csaláncsúcs (Saxicola rubicola) rendszertani felülvizsgálatával, melyet ma 5 különálló fajnak tekintenek. A fajt hagyományosan Saxicola torquata néven ismerték, de újabban külön fajként kezelik ezeket a madarakat, vagyis az európai és az afrikai alfajok külön, önálló fajok lettek. Ebben az értelemben az európai faj helyes neve Saxicola rubicola, míg a Saxicola torquata név ebben az esetben csak az Afrikában költő fajra vonatkozik.  
A DNS vizsgálatokon alapuló molekuláris vizsgálatok kimutatták, hogy nemcsak a kanári csuk (Saxicola dacotiae) és a réunioni csuk (Saxicola tectes) számít külön fajnak, de az afrikai cigánycsuk (Saxicola torquatus), a madagaszkári csuk (Saxicola sibilla), a cigánycsuk (Saxicola rubicola), a keleti cigánycsuk (Saxicola maurus) és a Stejneger-csuk (Saxicola stejnegeri) is különálló faji státuszra jogosult. 
A nemet Johann Matthäus Bechstein német természettudós írta le 1802-ben, az alábbi 15 faj tartozik ide:
- Jerdon-csuk (Saxicola jerdoni)
- szürke csuk (Saxicola ferreus)
- timori csuk (Saxicola gutturalis)
- rozsdás csuk (Saxicola rubetra)
- sivatagi csuk (Saxicola macrorhyncha)
- gyékénycsuk (Saxicola insignis)
- gyászos csuk (Saxicola caprata)
- fehérfarkú csuk (Saxicola leucurus)
- Stejneger-csuk (Saxicola stejnegeri)
- keleti cigánycsuk (Saxicola maurus)
- kanári csuk (Saxicola dacotiae)
- cigánycsuk (Saxicola rubicola)
- afrikai cigánycsuk (Saxicola torquatus)
- madagaszkári csuk (Saxicola sibilla)
- réunioni csuk (Saxicola tectes)